# 蒙維爾 (印第安納州)
蒙維爾（英語：Moonville）是位於美國印地安納州麥迪遜縣的一個非建制地區。該地的面積和人口皆未知。